# María Luisa Chomiak
María Luisa Chomiak (Charata, Argentina; 22 de enero de 1969) es una política argentina del Partido Justicialista. Es Diputada de la Nación Argentina por la Provincia del Chaco desde 2021.

## Biografía
Oriunda de Charata, Chomiak comenzó su carrera pública en 2003 como Diputada Provincial de la Provincia del Chaco, y luego de ser Concejal de su ciudad natal, fue electa Intendente del municipio en 2015.
En las Elecciones legislativas de 2021 fue electa Diputada de la Nación Argentina por la Provincia del Chaco, en la lista Frente de Todos.

## Historial electoral
|  | 36,75 % |

|  | 40,66 % |

|  | 33,77 % |

|  | 59,32 % |

|  | 44,52 % |